# Teorema della categoria di Baire
In matematica, il teorema della categoria di Baire è un importante strumento della topologia generale e dell'analisi funzionale. Il teorema è disponibile in due versioni, ciascuna delle quali fornisce una condizione sufficiente affinché uno spazio topologico sia uno spazio di Baire.
Si deve al matematico francese René-Louis Baire, che lo dimostrò nella sua tesi di laurea nel 1899, Sur les fonctions de variable réelles.

## Enunciato del teorema
Vi sono due versioni del teorema. La prima riguarda gli spazi metrici:
TCB1 Ogni spazio metrico completo non vuoto è uno spazio di Baire. Più in generale, ogni sottoinsieme aperto di uno spazio pseudometrico completo è uno spazio di Baire. 
La seconda riguarda gli spazi di Hausdorff:
TCB2 Ogni spazio di Hausdorff non vuoto e localmente compatto è uno spazio di Baire.
Nessuna delle due proposizioni implica l'altra poiché non necessariamente uno spazio metrico completo è localmente compatto (un esempio è un qualunque spazio di Hilbert di dimensione infinita) così come uno spazio di Hausdorff localmente compatto non è necessariamente metrizzabile (vedi lo spazio di Fort, non numerabile). 
Un sottoinsieme di uno spazio metrico è mai denso se la sua chiusura ha parte interna vuota. Il teorema di Baire per gli spazi metrici può essere formulato nel modo seguente:
TCB3 Uno spazio metrico completo non può essere unione numerabile di insiemi mai densi. 
La seguente versione è molto utilizzata come teorema di esistenza.
TCB4 In uno spazio metrico completo l'intersezione numerabile di aperti densi è densa.

## Dimostrazione
Si fornisce la dimostrazione del teorema nella forma TCB3. Sia {\displaystyle (X,d)} uno spazio metrico completo e si supponga, per assurdo, che:
{\displaystyle X=\bigcup _{n=1}^{\infty }A_{n}}
dove la chiusura {\displaystyle {\overline {A_{n}}}} ha parte interna vuota per ogni {\displaystyle n}. 
Si scelgano {\displaystyle x_{1}} in {\displaystyle X} ed {\displaystyle 0<r<1} tali che:
{\displaystyle B(x_{1},r_{1})\cap A_{1}=\emptyset }
Ciò è possibile perché la chiusura di {\displaystyle A_{1}} ha parte interna vuota. Indicando con {\displaystyle B(x,r)} la palla aperta in {\displaystyle X} di centro {\displaystyle x} e raggio {\displaystyle r}, è possibile scegliere {\displaystyle x_{2}} in {\displaystyle B(x_{1},r_{1})} e {\displaystyle 0<r_{2}<1/2} tali che:
{\displaystyle {\overline {B(x_{2},r_{2})}}\subseteq B(x_{1},r_{1})\qquad B(x_{2},r_{2})\cap A_{2}=\emptyset }
ciò che è possibile perché la chiusura di {\displaystyle A_{2}} ha parte interna vuota. Iterando il procedimento si costruiscono, quindi, due successioni, {\displaystyle (x_{n})} in {\displaystyle X} e {\displaystyle (r_{n})} in {\displaystyle \mathbb {R} } tali che:
{\displaystyle 0<r_{n}<{\frac {1}{2^{n-1}}}\qquad {\overline {B(x_{n},r_{n})}}\subseteq B(x_{n-1},r_{n-1})\qquad B(x_{n},r_{n})\cap A_{n}=\emptyset \ \forall n\in \mathbb {N} }
ne segue che, per ogni {\displaystyle n,m} naturali con {\displaystyle n,m>N}, risulta:
{\displaystyle d(x_{n},x_{m})\leq {\frac {1}{2^{N-1}}}}
e, pertanto, la successione {\displaystyle (x_{n})} è di Cauchy e quindi convergente ad un certo {\displaystyle x} in {\displaystyle X}. D'altronde, {\displaystyle x} non è in {\displaystyle A_{n}} per ogni {\displaystyle n} e, pertanto,
{\displaystyle x\notin \cup _{n=1}^{\infty }A_{n}=X}
il che è assurdo, il che dimostra la tesi.

## Relazione con l'assioma della scelta
Le dimostrazioni di entrambe le versioni richiedono una forma debole dell'assioma della scelta; infatti, la proposizione che ogni spazio pseudometrico completo è uno spazio di Baire è un'affermazione equivalente all'assioma della scelta dipendente (DC).

## Applicazioni del teorema
TCB1 è utilizzato nelle dimostrazioni del teorema della funzione aperta, del teorema del grafico chiuso e del principio dell'uniforme limitatezza.
TCB1 mostra inoltre che ogni spazio metrico completo privo di punti isolati è non numerabile (se {\displaystyle X} è uno spazio metrico completo numerabile privo di punti isolati, allora ogni insieme {\displaystyle \{x\}} formato da un punto in {\displaystyle X} è mai denso e pertanto {\displaystyle X} stesso è di prima categoria). In particolare, ciò mostra che l'insieme di tutti i numeri reali è non numerabile.
TCB1 mostra che ciascuno dei seguenti insiemi è uno spazio di Baire:
- L'insieme {\displaystyle \mathbb {R} } dei numeri reali
- L'insieme di Cantor
- Ogni varietà (in quanto insiemi localmente compatti)
- Ogni spazio topologico omeomorfo ad uno spazio di Baire (per esempio, l'insieme dei numeri irrazionali che non è completo rispetto alla metrica ereditata da {\displaystyle \mathbb {R} })

Vi sono anche altre applicazioni importanti di TCB1.